# Christian de Portzamparc
Christian de Portzamparc (Casablanca, 5 mei 1944) is een Franse architect en planoloog. Hij won in 1994 de Pritzker Prize.

## Belangrijke werken
- 2017 - U Arena, Nanterre
- 2014 - One57, New York

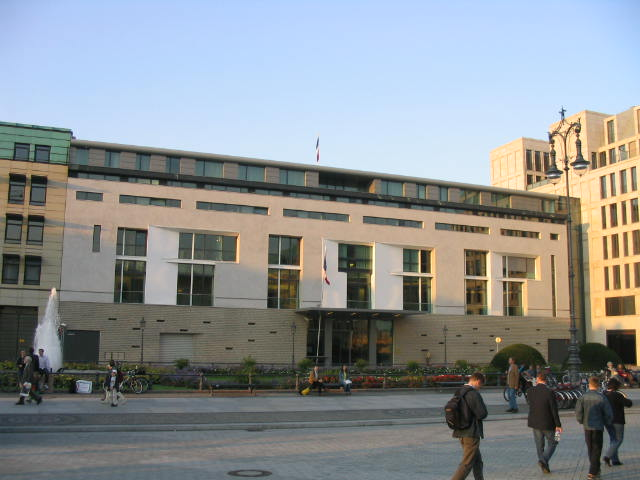
Franse ambassade in Berlijn (1997).

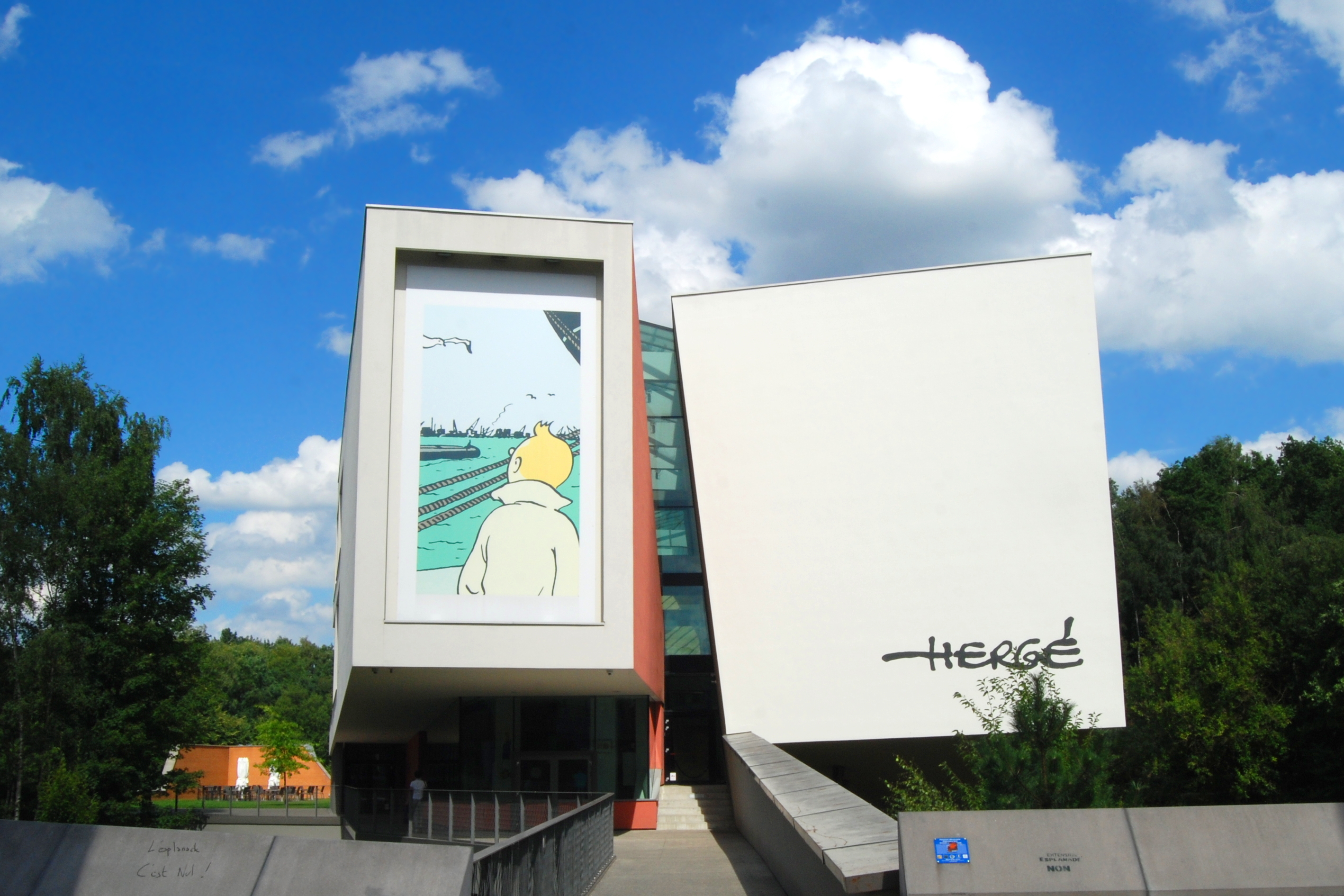
Hergé-museum
(Louvain-la-Neuve - 2009).

- 2009 - Hergé-museum, Louvain-la-Neuve
- 2001 - Hoofdkantoor dagblad Le Monde, Parijs
- 2000 - De Citadel, onderdeel van het nieuwe stadscentrum van Almere
- 1997 - Franse ambassade in Berlijn
- 1997 - Philharmonie Luxembourg, Luxemburg
- 1995 - LVMH Tower (kantoor Louis Vuitton Moët Hennessy), New York
- 1995 - Tour de Lille, Lille
- 1994 - Palais des Congrès Porte Maillot, Parijs
- 1993 - Museum Les Champs Libres, Rennes
- 1988 - Uitbreiding Musée Bourdelle, Parijs
- 1984 - Cité de la musique, Parc de la Villette in Parijs